# Luženje
Luženje je postopek pri predelavi usnja.
Kože vrtijo v sodih v tako imenovanem apnenem mleku od 12-24 ur. Pri tem se razkroji povrhnjica (epidermis) in dlaka, ki se kasneje na mehanski način odstrani. Če pa želijo očuvati prejo, premažejo notranjo stran kože z natrijevim sulfidom, kar povzroči odpadanje dlake. Po luženju odstanijo podkožno maščobno plast - mesnatico (sub-cutis). To opravilo se imenuje "mezdranje". Dobljeno golico, to je čisto usnjatico, nato dobro izpirajo v vodi z dodatkom raznih kislin, da se lužnate snovi nevtralizirajo. Tako oprano golico nato še obdeljujejo z encimi, da postane koža mehkejša in da strojila enakomirno pronicajo v kožo. Ta operacija se imenuje čimžanje.